# 阿爾達年表
阿爾達年表 Timeline of Arda，是英國作家約翰·羅納德·鲁埃爾·托爾金的史詩式奇幻小說系列中的世界年表。

## 阿爾達創造之前
- 一如•伊露维塔创造永恒大殿和埃努，埃努分为维拉、迈雅。
- 埃努的大乐章，创造一亚。
- 一如•伊露维塔创造阿尔达，在一亚中心点燃秘火。
- 许多埃努进入阿尔达。

## 阿爾達創造之後
以下使用维林诺时间单位，1个维林诺纪年约等于9.582个太阳纪年。由于此段时间里，维拉并没有时间进行记录，故年表中的时间均为近似值

### 巨燈紀
（持续约33537个太阳纪年）
- 1年-1500年，首次战役。大陆匀称被打乱。
- 1500年-1800年，维拉创造大海、陆地。雅凡娜播撒植物种子。
- 1800年，奥力创造巨灯伊露因、欧尔莫。维拉定居奥玛伦岛。
- 1900年，第一个森林出现。动物苏醒。
- 1900年-3450年，阿尔达的春天。
- 3400年，米尔寇建立乌塔莫。
- 3450年，米尔寇破坏巨灯。维拉迁至维林诺（首都：维利玛）、抬起佩罗瑞山脉。
- 3500年，雅凡娜创造双圣树。

### 雙樹紀
（持续约14325个太阳纪年）
- 1年，双圣树泰尔佩瑞安、罗瑞林的花朵盛开。
- 1年-1050年，奥力创造矮人。雅凡娜创造树人。
- 1000年，米尔寇建立安格班（首都：安戈洛坠姆）。曼督斯否决托卡斯的战争提议。
- 1000年-第一纪元587年，安格班领主：米尔寇。
- 1000年-第一纪元510年，安格班至高统帅：勾斯魔格。
- 1000年-1050年，瓦尔妲创造星座。
- 1050年，瓦尔妲设置维拉劳卡。精灵苏醒，他们自称为昆迪族。艾明建立米恩雅部落，泰太建立塔特雅部落，埃奈尔建立尼尔雅部落。古精灵语出现。
- 1050年-1104年，米恩雅部落领袖：艾明。
- 1050年-1104年，塔特雅部落领袖：泰太。
- 1050年-1104年，尼尔雅部落领袖：埃奈尔。
- 1080年，米尔寇创造兽人、食人妖。都灵一世苏醒，建立长须氏族，建立凯萨督姆。兽人语由米尔寇语分化出来。矮人语由奥力语分化出来。
- 1080年-第一纪元500年，凯萨督姆国王：都灵一世。
- 1085年，欧罗米发现精灵。
- 1092年，维拉加宽大海。
- 1092年-1099年，乌塔莫之围。
- 1099年，主神之战。
- 1100年-1400年，米尔寇被囚禁在曼督斯的殿堂。
- 1101年，维拉邀请精灵迁至维林诺。
- 1102年，米恩雅使者英格威、塔特雅使者芬威、尼尔雅使者埃卢·庭葛视察维林诺。
- 1104年-1151年，精灵大远行。
- 1105年，第一次精灵大分裂。艾尔达族、阿瓦瑞族由昆迪族分化出来。阿瓦瑞族拒绝西迁。凡雅族由米恩雅演化而来。诺多族由塔特雅分化出来。帖勒瑞族由尼尔雅分化出来。阿瓦瑞语、艾尔达通用语由古精灵语分化出来。艾尔达通用语分为昆雅语、帖勒瑞林通用语。凡雅林语、诺多林昆雅语由昆雅语分化出来。
- 1104年-现在，凡雅族君王：英格威。
- 1104年-1495年，诺多族至高君王：芬威。
- 1104年-第一纪元502年，帖勒瑞族君王：埃卢·庭葛。
- 1104年-？年，阿瓦瑞族君王：莫威、努威。
- 1115年，一如·伊露维塔唤醒其余六位矮人、树人。矮人建立火须氏族、宽梁氏族、铁拳氏族、硬须氏族、黑锁氏族、石足氏族。第二次精灵大分裂。南多族由帖勒瑞族分化出来。南多族放弃西迁。南多林语由帖勒瑞林通用语分化出来。树人语出现。
- 1115年-？年，南多族君王：蓝威。
- 1125年，凡雅族、诺多族抵达贝尔兰。
- 1128年，帖勒瑞族抵达贝尔兰。部分帖勒瑞族放弃西迁。
- 1130年-1152年，埃卢·庭葛失踪。
- 1132年，乌欧牟拔起巴拉尔岛。部分帖勒瑞族放弃寻找埃卢·庭葛，继续西迁。
- 1133年，凡雅族、诺多族迁至维林诺，建立艾尔达玛。维拉打开卡拉克雅裂口。维林诺帖勒瑞林语由昆雅语分化出来。
- 1133年-现在，精灵族至高君王：英格威。
- 1133年-1140年，提理安的建造。
- 1140年，英格威建立明登·艾尔达丽瓦。
- 1142年，雅凡娜将佳拉西理安给诺多族。
- 1149年，瑟丹建立伊葛拉瑞斯特、贝松巴。法拉斯族由帖勒瑞族出来。法拉斯林语由辛达语分化出来。
- 1149年-第一纪元474年，法拉斯族君王：瑟丹。
- 1150年，伊葛拉斯族由帖勒瑞族分化出来。伊葛拉斯族西迁。
- 1151年，帖勒瑞族迁至维林诺。法玛瑞族由帖勒瑞分化出来。法玛瑞族停留在贝尔兰。凡雅族、诺多族、法玛瑞族被称作卡拉昆迪族。
- 1151年-现在，法玛瑞族君王：欧威。
- 1152年，埃卢·庭葛建立多瑞亚斯（首都：明霓国斯）。辛达族由伊葛拉斯族演化而来。辛达语由帖勒瑞通用语分化出来。伊葛拉斯族、米斯林族由辛达族分化出来。多瑞亚林语由辛达语分化出来。
- 1152年-第一纪元502年，辛达族至高君王、“贝尔兰之王”、多瑞亚斯国王：埃卢·庭葛。
- 1161年，法玛瑞族迁至维林诺。
- 1162年，欧威建立澳阔隆迪港。
- 1165年，凡雅族迁至泰尼魁提尔山。
- 1169年，卢米尔发明沙拉堤文字，撰写《埃努林达勒》。火须氏族矮人建立诺格罗德。宽梁氏族矮人建立贝磊勾斯特。
- 1250年，费诺发明腾格瓦文字。诺格罗德矮人、贝磊勾斯特矮人与精灵建交。
- 1350年，部分南多族到达贝尔兰。莱昆迪族、西尔凡族由南多族分化出来。迪耐瑟建立欧西瑞安。阿瓦瑞族建立多温尼安。
- 1350年-1497年，莱昆迪族君王、欧西瑞安领主：迪耐瑟。
- 1400年，米尔寇被释放，获准定居维林诺。
- 1410年，米尔寇腐化诺多族。
- 1449年，费诺发明物质茜丽玛。
- 1450年，费诺锻造三颗茜玛丽尔宝钻、七颗帕兰蒂魔石。
- 1490年，费诺建立佛密诺斯。
- 1495年，昂哥立安破坏双圣树。维林诺陷入黑暗。米尔寇窃取茜玛丽尔。诺多族大叛乱。费诺誓言。第一次亲族残杀。流亡的诺多精灵语由昆雅语分化出来。
- 约1495年，梅格洛尔撰写《诺多兰提》。
- 1495年-1497年，诺多族至高君王：费诺。
- 1496年，曼督斯的诅咒。费纳芬及其家族部分成员返回维林诺，芬罗德·费拉刚担任中土的费纳芬家族领袖。维拉设置魔法岛屿，加高佩罗瑞山脉。
- 1496年-现在，维林诺的诺多族至高君王：费纳芬。
- 1497年，第一次贝尔兰会战。莱昆迪族君王王室绝嗣。费诺背叛芬国昐家族。罗斯加焚船事件。费诺建立希斯隆（首都：巴拉德·艾希尔）。努因吉利雅斯战役。戴德洛斯和谈。奥力创造太阳、月亮。
- 1497年-1500年，芬国昐大队远征。
- 1500年，提里昂驾驶的月亮飞船伊希尔起航，月亮升起。芬国昐大队抵达中土。拦魔丝战役。

### 太陽紀

#### 第一紀元
- 1年，雅瑞恩驾驶的太阳飞船雅诺起航，月亮升起七次后太阳升起。人类苏醒。
- 1年-587年，珠宝战争。
- 2年，芬国昐建立希斯隆。
- 5年，芬巩救下梅斯罗斯。梅斯罗斯放弃诺多族至高君王继承权，转让给芬国昐。
- 5年-455年，诺多族至高君王、希斯隆领主：芬国昐。
- 6年，埃卢·庭葛允许诺多族在贝尔兰建立领地。芬罗德·费拉刚建立拉德罗斯。安格罗德、艾格诺尔建立多索尼安。
- 6年-310年，拉德罗斯领主：芬罗德·费拉刚。
- 6年-455年，多索尼安领主：安格罗德、艾格诺尔。
- 7年，梅斯罗斯放弃希斯隆，转让给芬国昐。特刚建立内佛瑞斯特（首都：凡雅玛）。梅斯罗斯建立梅斯罗斯防线（首都：海姆瑞恩）。梅格洛尔建立梅格洛尔低谷。凯勒巩、库路芬建立海姆拉德。卡兰希尔建立萨吉理安。安瑞斯建立伊斯托拉德。
- 7年-455年，希斯隆领主：芬国昐。
- 7年-423年，多尔露明领主：芬巩。
- 7年-126年，内佛瑞斯特国王：特刚。
- 7年-472年，梅斯罗斯防线领主：梅斯罗斯。
- 7年-455年，梅格洛尔低谷领主：梅格洛尔。
- 7年-455年，海姆拉德领主：凯勒巩、库路芬。
- 7年-455年，萨吉理安领主：卡兰希尔。
- 10年，戴隆发明色斯文字。
- 20年，雅德萨德宴会。
- 约25年，矮种矮人建立努鲁基兹丁、刹布亨德。
- 50年，乌欧牟向特刚、芬罗德·费拉刚托梦，命令建立贡多林、纳国斯隆德。
- 52年，矮人锻造诺格莱迷尔。
- 52年-102年，纳国斯隆德的建造。
- 60年，芬罗德·费拉刚建立米那斯提力斯。
- 60年-457年，西瑞安岛领主：欧洛隹斯。
- 65年，芬罗德·费拉刚建立宁瑞斯。
- 67年，埃卢·庭葛宣布贝尔兰地区禁绝昆雅语。
- 74年，阿格烈瑞伯战役。
- 74年-126年，贡多林的建造。
- 74年-455年，安格班之围。
- 102年，芬罗德·费拉刚建立纳国斯隆德。
- 102年-465年，纳国斯隆德国王：芬罗德·费拉刚。
- 126年，特刚建立贡多林。
- 126年-511年，贡多林国王：特刚。
- 150年，诺多族与蓝山矮人建立贸易关系。
- 160年，希斯隆战役。
- 260年，阿德加蓝草原战役。
- 260年-455年，长久和平时期。
- 310年-313年，伊甸人大迁徙。
- 310年，芬罗德·费拉刚将拉德罗斯赏赐给波罗莫。阿登纳克语由他列斯卡语分化出来。
- 310年-432年，拉德罗斯领主：波罗莫。
- 约370年-472年，贝磊勾斯特国王：阿萨格哈尔。
- 375年，葛里安-阿斯卡战役。哈拉丁家族迁至萨吉理安。
- 约400年，督伊顿人建立督亚威治罗尔。罗索斯人建立佛洛威治。
- 约400年-503年，诺格罗德国王：纳乌加拉多。
- 402年，艾格隆战役。
- 409年，芬罗德·费拉刚与安德蕾丝的辩论。
- 420年，哈多家族迁至希斯隆。
- 422年，埃卢·庭葛将贝西尔（“首都”：欧贝哈拉德）赏赐给哈丽斯家族。
- 422年-451年，贝西尔领主：哈丹。
- 423年，芬国昐将多尔露明赏赐给哈多家族。
- 423年-455年，多尔露明领主：哈多。
- 432年-448年，拉德罗斯领主：贝国尔。
- 448年-455年，拉德罗斯领主：贝国拉斯。
- 约450年-约480年，督伊顿人首领：阿葛汗。
- 451年-472年，贝西尔领主：哈尔达。
- 455年-467年，班戈拉赫战役。
- 455年，阿德加蓝草原战役。塞瑞克沼泽战役。希斯隆战役。艾格隆战役。洛斯兰恩战役。艾格隆战役。安格班攻陷多索尼安、拉德罗斯、梅格洛尔低谷、海姆拉德。卡兰希尔建立阿蒙伊瑞伯。
- 455年-462年，多尔露明领主：高多。
- 456年，芬国昐的殒落之战。
- 456年-472年，诺多族至高君王、希斯隆领主：芬巩。
- 456年-458年，多瑞亚斯之围。
- 457年，米那斯提力斯战役。索伦攻陷西瑞安岛，西瑞安岛改称埚惑斯岛。索伦全面占领多索尼安。
- 457年-465年，埚惑斯岛领主：索伦。
- 458年，泰戈林河渡口战役。
- 462年，海姆瑞恩之围。埃伊塞尔西瑞安战役。威斯林战役。希斯隆平原战役。
- 462年-472年，多尔露明领主：胡林·沙理安。
- 464年-466年，茜玛丽尔任务。
- 465年，贝伦·艾哈米昂、露西安·缇努维尔夺回埚惑斯岛。贝伦·艾哈米昂夺取茜玛丽尔。
- 约465年，戴隆撰写《丽西安之歌》。精灵诗体安-腾那斯出现。
- 465年-495年，纳国斯隆德国王：欧洛隹斯。
- 465年-472年，西瑞安岛领主：欧洛隹斯。
- 466年，狩猎卡黑洛斯。露西安·缇努维尔的灵魂向曼督斯请求放弃永生，与贝伦·艾哈米昂重生。
- 468年，梅斯罗斯建立梅斯罗斯联盟。
- 469年-503年，嘉兰岛领主：贝伦·艾哈米昂。
- 470年，梅斯罗斯联盟收复多索尼安。
- 472年，尼南斯·阿农迪亚德战役。梅斯罗斯联盟瓦解。安格班攻陷希斯隆。布洛达占领多尔露明。魔苟斯诅咒胡林家族。费诺众子建立阿蒙伊鲁伯。
- 472年-511年，诺多族至高君王：特刚。
- 472年-495年，贝西尔领主：韩迪尔。
- 472年-495年，多尔露明领主：布洛达。
- 473年，伊葛拉瑞斯特战役。安格班攻陷法拉斯。瑟丹建立巴拉尔。
- 473年-590年，巴拉尔领主：瑟丹。
- 485年-490年，伽乌瓦斯首领：图林·图伦拔。
- 490年，阿蒙茹斯战役。伽乌瓦斯瓦解。
- 495年，泰格林渡口战役。淌哈拉德谷战役。格劳龙攻陷纳国斯隆德。乌欧牟命令图尔·艾尔达警告特刚曼督斯的诅咒将降临。
- 495年-499年，贝西尔领主：布兰迪尔。
- 495年-499年，纳国斯隆德国王：格劳龙。
- 496年，严冬。
- 498年，贝西尔战役。
- 500年，迪尔哈维撰写《耐恩·伊·奇恩·胡林》。密姆重建纳国斯隆德，纳国斯隆德改称努鲁基兹丁。矮种矮人灭绝。
- 500年，努鲁基兹丁国王：密姆。
- 502年，多瑞亚斯的矮人叛乱。辛达族至高君王王室绝嗣。美丽安环带消失。
- 502年-506年，多瑞亚斯国王：迪欧。
- 503年，千石窟战役。萨恩阿斯拉德战役。迪欧继承茜玛丽尔。
- 506年，第二次亲族残杀。费诺诸子攻陷多瑞亚斯。茜玛丽尔被带往阿佛尼恩港。
- 约510年，辛达族建立艾德西隆德。
- 511年，贡多林的陷落。安格班攻陷贡多林。
- 511年-第二纪元3441年，诺多族至高君王：吉尔加拉德。
- 538年，第三次亲族残杀。爱尔温化成白鸟至埃兰迪尔处。爱尔温、埃兰迪尔抵达维林诺。
- 540年，魔苟斯占领贝尔兰。精灵、人类被逐出贝尔兰。
- 545年-587年，愤怒之战。
- 581年，携带茜玛丽尔的埃兰迪尔驾驶的威基洛特起航，埃兰迪尔之星升起。
- 587年，魔苟斯败亡。贝尔兰陆沉。魔多、侃德、卢恩升上海面。两枚茜玛丽尔失落于地心、大海。主神禁令、曼督斯的诅咒解除。欧瑞费尔建立林地王国（首都：阿蒙兰）。阿姆迪尔建立罗斯洛立安（首都：卡拉斯加拉顿）。
- 587年-第二纪元3434年，林地王国国王：欧瑞费尔。
- 587年-第二纪元3434年，罗斯洛立安国王：阿姆迪尔。
- 590年，魔苟斯被囚禁在虚空。

#### 第二紀元
維持了3441年。
- 1年，吉尔加拉德建立林顿（首都：米斯隆德）。
- 1年-3441年，林顿国王：吉尔加拉德。
- 32年，维拉拔起埃兰那岛，赏赐给伊甸人。爱洛斯建立努曼诺尔（首都：雅米涅洛斯）。
- 约32年，御前会议成立。爱洛斯宣布努曼诺尔使用王历。
- 32年-82年，伊甸人、少数督伊顿人迁至埃兰那岛。
- 32年-442年，努曼诺尔皇帝：爱洛斯。
- 40年，火须氏族矮人、宽梁氏族矮人迁至凯萨督姆。
- 442年，努曼诺尔皇帝：瓦达马·路尼芒。
- 442年-590年，努曼诺尔皇帝：塔尔-阿曼迪尔。
- 590年-740年，努曼诺尔皇帝：塔尔-伊兰迪尔。
- 590年-727年，努曼诺尔舰队司令：凡安图。
- 600年-601年，凡安图航海，抵达中土。
- 600年，努曼诺尔与伊利雅德建交。西方通用语由阿登纳克语分化出来。
- 700年，凯勒布理鹏建立伊瑞詹（首都：欧斯-因-埃西尔）。伊瑞詹与凯萨督姆建交。
- 700年-1697年，伊瑞詹领主：凯勒布理鹏。
- 700年-1697年，珠宝冶金匠行会会长：凯勒布理鹏。
- 725年-727年，凡安图航海。
- 740年-883年，努曼诺尔皇帝：塔尔-曼奈德。
- 740年-约1040年，安督奈伊领主：瓦兰迪尔。
- 750年，努曼诺尔冒险者公会成立。凯勒布理鹏成立珠宝冶金匠行会。
- 806年-813年，塔尔-阿达瑞安航海。
- 810年，塔尔-阿达瑞安建立温亚隆德。
- 820年，温亚隆德被大海推倒。中土敌视努曼诺尔。
- 824年-829年，塔尔-阿达瑞安航海。
- 829年，塔尔-曼奈德关闭罗曼纳船坞。
- 829年-843年，塔尔-阿达瑞安航海。
- 843年，塔尔-阿达瑞安重启罗曼纳船坞，建造罗曼纳海堤。
- 863年-879年，塔尔-阿达瑞安航海。
- 875年，塔尔-阿达瑞安建立维纳朗达、隆德戴尔。
- 883年-1075年，努曼诺尔皇帝：塔尔-阿达瑞安。
- 883年-1075年，努曼诺尔向中土殖民。
- 约1000年，索伦建立魔多（首都：巴拉多）。索伦发明黑暗语。登兰德人建立布理。纳维锻造都灵之门。
- 约1000年-第三纪元3019年，魔多领主：索伦。
- 1075年-1280年，努曼诺尔皇帝（女皇）：塔尔-安卡林。
- 1200年，努曼诺尔建立昂巴。
- 1280年-1394年，努曼诺尔皇帝：塔尔-安那瑞安。
- 1394年-1566年，努曼诺尔皇帝：塔尔-苏瑞安。
- 约1400年-约1600年，凯萨督姆国王：都灵三世。
- 约1500年，刚达巴战役。兽人占领刚达巴。伊瑞詹工匠锻造十六枚统御魔戒。
- 1566年-1731年，努曼诺尔皇帝（女皇）：塔尔-泰尔匹瑞安。
- 1590年，凯勒布理鹏锻造维雅、纳雅、南雅三枚统御魔戒。
- 1600年，索伦锻造至尊魔戒。葛罗芬戴尔重生。帕兰多、阿拉塔抵达中土。
- 1693年，精灵三戒被隐藏。
- 1693年-1701年，精灵与索伦之战争。
- 1695年，索伦入侵伊利雅德。吉尔-加拉德向塔尔-明那斯特求援。
- 1697年，奥斯特恩艾特希尔战役。索伦攻陷伊瑞詹。爱隆建立伊姆拉崔。索伦获得十五枚统御魔戒。
- 1697年-第三纪元3021年，伊姆拉崔领主：爱隆。
- 1697年-1700年，伊姆拉崔之围。
- 1699年，索伦全面占领伊利雅德。
- 1700年，米斯隆德战役。努曼诺尔支援林顿。
- 约1700年，爱隆宣布伊姆拉崔使用伊姆拉崔历法。
- 1701年，巴兰督因河战役。关丝洛河战役。索伦撤出伊利雅德。圣白议会成立。瑞文戴尔成为伊利雅德东部要塞。
- 1731年-1869年，努曼诺尔皇帝：塔尔-明那斯特。
- 1800年，努曼诺尔在中土建立据点，占领中土海岸。索伦向东方扩张势力。
- 1800年-3320年，黑暗纪年。
- 1869年-2029年，努曼诺尔皇帝：塔尔-克亚单。
- 1869年，努曼诺尔反抗主神禁令。
- 2029年-2221年，努曼诺尔皇帝：塔尔-阿塔那马。
- 2029年，塔尔-阿塔那马对维拉抱有敌意。少量精灵之友依然秘密接纳精灵。
- 2221年-2386年，努曼诺尔皇帝：塔尔-安卡丽蒙。
- 2221年，努曼诺尔忠实党、亲王党成立。
- 2251年，努曼诺尔内乱。戒灵首次出现。
- 2280年，努曼诺尔建立昂巴要塞。
- 2350年，忠实党建立佩拉格港口。
- 2386年-2526年，努曼诺尔皇帝：塔尔-泰勒曼奈特。
- 2526年-2637年，努曼诺尔皇帝（女皇）：塔尔-瓦宁美代。
- 2637年，尔路卡努篡位，但不被计入努曼诺尔皇帝世系。
- 2637年-2657年，努曼诺尔皇帝：尔路卡努。
- 2657年-2737年，努曼诺尔皇帝：塔尔-阿卡林。
- 2737年-2825年，努曼诺尔皇帝：塔尔-卡马克尔。
- 约2750年-3065年，安督奈伊领主领主：努曼迪尔。
- 2825年-2899年，努曼诺尔皇帝：塔尔-阿达文。
- 2899年，努曼诺尔皇帝：阿尔-阿登那霍。
- 2899年，阿尔-阿登那霍成为首位以阿督纳克语自封帝号的努曼诺尔皇帝。
- 2900年，努曼诺尔禁止精灵语传授。
- 2962年-3033年，努曼诺尔皇帝：阿尔-辛拉松。
- 3033年-3102年，努曼诺尔皇帝：阿尔-萨卡索尔。
- 3065年-3316年，安督奈伊领主：阿曼迪尔。
- 3102年-3177年，努曼诺尔皇帝：阿尔-金密索尔。
- 3110年，阿尔-金密索尔宣布努曼诺尔全面禁绝精灵语。
- 3120年，阿尔-金密索尔将忠实党成员强迁至罗曼纳。罗曼纳港口关闭。
- 3177年，努曼诺尔内战。塔尔-帕兰特成为首位忠实党皇帝。
- 3177年-3255年，努曼诺尔皇帝：塔尔-帕兰特。
- 3255年，阿尔-法拉松迎娶堂姐塔尔-密瑞尔，借机篡位。
- 3255年-3319年，努曼诺尔皇帝：阿尔-法拉松。
- 3261年，昂巴登陆。
- 3262年，索伦腐化努曼诺尔人。
- 3265年-3319年，努曼诺尔国师：索伦。
- 3280年，埃西铎偷取宁罗斯种子。宁罗斯作为祭品被焚烧。
- 3300年，索伦自封为米尔寇的高阶祭司。阿尔-法拉松迫害忠实党并献祭给魔苟斯。
- 3310年-3319年，军事崛起时期：努曼诺尔建造舰队。
- 3316年，阿曼迪尔西航请求赎罪，后失踪。
- 3316年-3319年，安督奈伊领主：伊兰迪尔。
- 3318年，努曼诺尔发生多场雷击、地震。
- 3319年，世界巨变。一如·伊露维塔毁灭努曼诺尔。阿尔达被重塑为圆形星球。阿门洲被移出阿尔达。笔直航道出现。忠实党在中土登陆。
- 3320年，埃西铎、安那瑞安建立刚铎（首都：奥斯吉力亚斯）。伊兰迪尔建立亚尔诺（首都：安努米那斯）。刚铎议会成立。亚尔诺议会成立。埃西铎种植米那斯伊希尔圣白树。黑暗努曼诺尔人占领昂巴。刚铎与伊瑞德尼姆拉斯结盟。伊兰迪尔撰写《阿卡拉贝斯》。黑暗阿登纳克语由阿登纳克语分化出来。
- 3320年-3441年，登丹人至高君王、刚铎及亚尔诺国王：伊兰迪尔。
- 3321年，登兰德人建立伊宁威治、敏西力亚斯。
- 3429年，米那斯伊希尔战役。索伦烧毁米那斯伊希尔圣白树。
- 3430年，吉尔加拉德、伊兰迪尔成立最后同盟，罗斯洛立安、林地王国军队拒绝听从指挥并保持独立。埃西铎诅咒伊瑞德尼姆拉斯的背誓者，背誓者成为登哈洛的亡者。
- 3430年-3441年，最后同盟战役。
- 3434年，达格拉平原战役。
- 3434年-第三纪元1981年，罗斯洛立安国王：阿姆罗斯。
- 3434年-第四纪元？年，林地王国国王：瑟兰督伊。
- 3434年-3441年，巴拉多之围。
- 3441年，索伦战败。诺多族至高君王王室绝嗣。
- 3441年-第四纪元61年，米斯隆德领主：瑟丹。
- 3441年-第三纪元2年，登丹人至高君王、刚铎及亚尔诺国王：埃西铎。

#### 第三紀元
（夏垦历法以夏尔建立的年份，即第三纪元1601年为夏尔历元年。转换中可能造成1年的误差）
- 1年，埃西铎建立伊兰迪尔之墓。
- 2年，埃西铎种植米那斯雅诺圣白树。格拉顿平原惨案。刚铎、亚尔诺分治。
- 2年-158年，刚铎国王：梅兰迪尔。
- 3年，欧塔将纳西尔碎片带到瑞文戴尔。
- 10年-249年，亚尔诺国王：瓦兰迪尔。
- 158年-238年，刚铎国王：色曼多。
- 238年-324年，刚铎国王：埃兰迪尔。
- 249年-339年，亚尔诺国王：艾尔达卡。
- 324年-411年，刚铎国王：安拿迪尔。
- 339年-435年，亚尔诺国王：亚蓝塔。
- 411年-492年，刚铎国王：奥斯托和。
- 420年-430年，奥斯托和扩建米那斯雅诺。
- 435年-515年，亚尔诺国王：塔希尔。
- 480年，罗马尼安建立。
- 490年-550年，刚铎与东方人之战争。
- 492年-541年，刚铎国王：罗曼达希尔一世。
- 500年，罗曼达希尔一世击退东方人。
- 515年-602年，亚尔诺国王：塔龙铎。
- 541年，东方人入侵北伊西利安。
- 541年-667年，刚铎国王：图伦拔。
- 550年，图伦拔击退东方人。罗马尼安与刚铎结盟。
- 602年-652年，亚尔诺国王：瓦兰多。
- 652年-777年，亚尔诺国王：伊兰多。
- 667年-748年，刚铎国王：雅坦那塔一世。
- 748年-840年，刚铎国王：西瑞安迪尔。
- 748年-840年，刚铎舰队司令：塔拉农·法拉斯特。
- 777年-861年，亚尔诺国王：艾兰多。
- 840年-1149年，黄金时代：刚铎航海之王统治时期。
- 840年-913年，刚铎国王：塔拉农·法拉斯特。
- 861年，亚尔诺内战。亚尔诺分裂。艾姆拉斯建立雅西顿（首都：佛诺斯特伊兰），他的弟弟建立鲁道尔、卡多兰（首都：提尔哥萨德）。安努米那斯之石被带往佛诺斯特。
- 861年-946年，雅西顿国王：艾姆拉斯。
- 913年-936年，刚铎国王：埃阿尼尔一世。
- 933年，埃阿尼尔一世占领昂巴。
- 936年，埃阿尼尔一世船难失踪。
- 936年-1015年，刚铎国王：其延迪尔。
- 946年-1029年，雅西顿国王：毕烈格。
- 约1000年，北方人建立河谷城、长湖镇。北方人使用王历。维瑞亚人建立侃德。库路牟、欧络因、阿温代抵达中土。
- 1015年-1149年，刚铎国王：海尔曼达希尔一世。
- 1015年-1050年，刚铎与哈拉德之战争。
- 1029年-1110年，雅西顿国王：马勒。
- 1050年，海尔曼达希尔一世征服哈拉德。索伦建立多尔哥多。林地王国迁都至精灵王大殿。霍比特人首次出现。哈富特族霍比特人迁至伊利雅德。霍比特语由西方通用语分化出来。
- 1050年-2063年，多尔哥多领主：索伦。
- 1110年-1191年，雅西顿国王：凯勒房。
- 1149年-1226年，刚铎国王：雅坦那塔二世·亚卡林。
- 1150年，法络海族霍比特人迁至伊利雅德。史图尔族霍比特人迁至伊利雅德三角洲、登兰德。
- 1191年-1272年，雅西顿国王：凯勒布林多。
- 1220年，维都加维亚建立罗马尼安王国。
- 1220年-约1270年，罗马尼安王国国王：维都加维亚。
- 1200年-1248年，刚铎与卢恩之战争。
- 1226年-1294年，刚铎国王：那曼希尔一世。
- 1248年，卢恩战役。刚铎与罗马尼安王国结盟。
- 1250年，瓦拉卡出使罗马尼安王国。瓦拉卡迎娶维都马维，为日后王室内斗埋下伏线。
- 1272年-1349年，雅西顿国王：马维吉尔。
- 1294年-1304年，刚铎国王：卡马希尔。
- 1300年，戒灵之首建立安格玛（首都：卡恩杜姆）。迷雾山脉兽人入侵矮人。部分霍比特人迁至布理。
- 1300年-1975年，安格玛巫王：戒灵之首。
- 1304年-1366年，刚铎国王：罗曼达希尔二世。
- 1349年，亚瑞吉来布一世宣布统一亚尔诺，亚尔诺复辟。
- 1349年-1356年，亚尔诺国王：亚瑞吉来布一世。
- 1356年，阿蒙苏战役。部分登兰德的史图尔族霍比特人迁至大荒野。
- 1356年-1409年，亚尔诺国王：亚维力格一世。
- 1366年-1432年，刚铎国王：瓦拉卡。
- 1400年，伊姆拉崔之围。
- 1409年，安格玛入侵鲁道尔、卡多兰。提尔哥萨德战役。安格玛攻陷鲁道尔、卡多兰。阿蒙苏战役。阿蒙苏之石被带往佛诺斯特。
- 1409年-1589年，亚尔诺国王：阿拉佛。
- 1409年-1974年，安格玛战争。
- 1432年-1437年，刚铎国王：艾尔达卡。
- 1437年-1447年，刚铎皇室内斗。
- 1437年，卡斯塔马篡位。奥斯吉力亚斯被焚毁。奥斯吉力亚斯之石沉入安都因河。
- 1437年-1447年，刚铎国王：卡斯塔马。
- 1447年，依鲁依渡口战役。艾尔达卡重夺刚铎王位。
- 1447年-1490年，刚铎国王：艾尔达卡。
- 1447年-1448年，佩拉格之围。
- 1448年，卡斯塔马家族占领昂巴，从此被称为昂巴海盗。
- 1490年-1540年，刚铎国王：雅达墨。
- 1540年，刚铎与昂巴之战。
- 1540年-1621年，刚铎国王：海尔曼达凯尔二世。
- 1589年-1670年，亚尔诺国王：亚瑞吉来布二世。
- 1600年，部分霍比特人迁至巴兰督因河岸。
- 1601年，马寇、布兰寇建立夏尔（“首都”：麦克戴尔文）。哈富特族霍比特人迁至夏尔。
- 1621年-1634年，刚铎国王：米那迪尔。
- 1630年，登兰德的史图尔族霍比特人迁至巴兰督因河岸。
- 1634年，佩拉格攻防战。
- 1634年-1636年，刚铎国王：泰勒纳。
- 1636年，哈拉德、刚铎、伊利雅德、罗马尼安爆发大瘟疫。布理独立。尸妖占领提尔哥萨德，提尔哥萨德改称古墓岗。西里斯昂哥、伊宁威治等城市被废弃。米那斯雅诺圣白树枯死。
- 1636年-1798年，刚铎国王：塔龙铎。
- 1640年，刚铎迁都至米那斯雅诺。塔龙铎种植米那斯提力斯第二棵圣白树。奥斯吉力亚斯被废弃。
- 1670年-1743年，亚尔诺国王：亚维吉尔。
- 1743年-1813年，亚尔诺国王：亚维力格二世。
- 约1780年-1980年，凯萨督姆国王：都灵六世。
- 1798年-1850年，刚铎国王：特路美泰。
- 1800年，索伦占领西力斯昂哥。
- 1810年，特路美泰再次征服昂巴，自称昂巴达希尔。
- 1813年-1891年，亚尔诺国王：阿拉瓦。
- 1850年，东方人占领安都因河东岸。
- 1850年-1856年，刚铎国王：那曼克尔二世。
- 1851年，罗马尼安战役，战车民攻陷罗马尼安王国。
- 1851年-1944年，刚铎与战车民之战争。
- 1856年，达格拉平原战役。马威尼建立伊欧西欧德（首都：佛兰斯堡）。
- 1856年-1944年，伊欧西欧德领主：马威尼。
- 1856年-1936年，刚铎国王：卡力美塔。
- 1891年-1964年，亚尔诺国王：阿拉芬。
- 1899年，第二次达格拉平原战役。罗马尼安王国复辟。
- 1900年，卡力美塔建造圣白塔。
- 1936年-1944年，刚铎国王：昂多赫。
- 1940年，费瑞尔嫁给亚尔诺王储亚帆都，刚铎与亚尔诺结盟。
- 1944年，黑门战役。刚铎王位危机。战车民、哈拉德林人与侃德人夺取昂巴。新的昂巴海盗占据昂巴。南伊西利安战役。野营战役。亚帆都要求继承刚铎王位，遭刚铎议会否决。
- 1944年-1998年，刚铎宰相：佩兰多。
- 1944年-约1980年，伊欧西欧德领主：佛斯威尼。
- 1944年-约1970年，贝尔法拉斯领主：艾德拉希尔一世。
- 1945年，刚铎议会选举埃阿尼尔二世继承王位。
- 1945年-2043年，刚铎国王：埃阿尼尔二世。
- 1964年-1974年，亚尔诺国王：亚帆都。
- 1974年，佛诺斯特战役。安格玛攻陷雅西顿。
- 1974年-2106年，登丹人酋长：阿拉那斯。
- 1975年，佛诺斯特战役，刚铎攻陷安格玛。阿蒙苏之石、安努米那斯之石沉入福罗契尔。
- 1977年-2000年，伊欧西欧德领主：佛鲁格马。
- 1977年，佛鲁格马建立佛兰斯堡。
- 1979年，夏尔独立。夏尔议会成立。
- 1979年-约2020年，夏尔大统领：布卡。
- 1980年，凯萨督姆矮人唤醒凯萨督姆炎魔。凯萨督姆被称为莫瑞亚。戒灵返回魔多。
- 1980年-1981年，凯萨督姆国王：耐恩一世。
- 1981年，伊利雅德发生特大暴风雨。
- 1981年-3021年，罗斯洛立安领主：凯勒鹏、凯兰崔尔。
- 1998年-2029年，刚铎宰相：维龙迪尔。
- 1999年，索恩一世建立伊鲁伯。索恩一世发现阿肯宝石。
- 1999年-2190年，山下之王：索恩一世。
- 2000年，《塔克镇编年史》开始撰写。
- 2000年-约2030年，伊欧西欧德领主：佛兰。
- 2000年-2002年，米那斯伊希尔战役。
- 2002年，安格玛巫王占领米那斯伊希尔，米那斯伊希尔改称米那斯魔窟。米那斯雅诺改称米那斯提力斯。索伦获得伊希尔之石。
- 2002年-3019年，米那斯魔窟领主：安格玛巫王。
- 约2020年-2076年，贝尔法拉斯领主：印拉泽。
- 2029年-2050年，刚铎宰相：马迪尔·佛龙威。
- 2043年，安格玛巫王向尔诺宣战被拒绝。加拉多建立多尔安罗斯。
- 2043年-约2100年，多尔安罗斯领主：加拉多。
- 2043年-2050年，刚铎国王：尔诺。
- 2050年，尔诺的陨落之战。刚铎王室绝嗣。
- 2050年-3019年，刚铎摄政王执政时期：刚铎摄政王控制刚铎议会。
- 2050年-2080年，刚铎摄政王：马迪尔·佛龙威。
- 2059年，马迪尔·佛龙威在一年中增加两个闰日以消除历法误差。
- 2060年，马迪尔·佛龙威颁布摄政历。多尔哥多崛起。
- 2063年，甘道夫将索伦逐出多尔哥多。
- 2063年-2460年，警觉的和平时期。
- 2080年-2116年，刚铎摄政王：伊拉顿。
- 2106年-2177年，登丹人酋长：阿拉黑尔。
- 2116年-2148年，刚铎摄政王：赫瑞安。
- 2148年-2204年，刚铎摄政王：贝力贡。
- 2177年-2247年，登丹人酋长：阿拉诺尔。
- 2190年-2289年，山下之王：索林一世。
- 2204年-2244年，刚铎摄政王：胡林一世。
- 2210年，索林一世建立伊瑞德米斯林（首都：丹恩大厅）。
- 2210年-2289年，伊瑞德米斯林国王：索林一世。
- 2244年-2278年，刚铎摄政王：图林一世。
- 2247年-2319年，登丹人酋长：阿拉维尔。
- 2278年-2395年，刚铎摄政王：哈多。
- 2289年-2385年，伊瑞德米斯林国王：葛罗音。
- 约2300年-2340年，夏尔大统领：葛亨达德。
- 2319年-2327年，登丹人酋长：阿拉贡一世。
- 2327年-2455年，登丹人酋长：阿拉格拉斯。
- 2340年，葛亨达德建立雄鹿地（首都：巴克伯理）。
- 2340年-约2380年，雄鹿地领主：葛亨达德。
- 2360年，哈多在一年中增加一个闰日以消除历法误差。
- 2385年-2488年，伊瑞德米斯林国王：欧音。
- 2395年-2412年，刚铎摄政王：巴哈汉。
- 2412年-2435年，刚铎摄政王：迪欧。
- 2435年-2477年，刚铎摄政王：迪耐瑟一世。
- 约2450年-2747年，格兰山国王：高尔夫裘。
- 2455年-2523年，登丹人酋长：阿拉哈德一世。
- 2460年，索伦返回多尔哥多。
- 2460年-2941年，多尔哥多领主：索伦。
- 2463年，圣白议会成立。圣白议会第一次会议。
- 2463年-3018年，圣白议会会长：萨鲁曼。
- 约2470年-2501年，伊欧西欧德领主：李欧德。
- 2475年，魔多强兽人入侵刚铎。奥斯吉力亚斯战役。奥斯吉力亚斯化为废墟。
- 2477年-2489年，刚铎摄政王：波罗莫一世。
- 2480年，兽人在迷雾山脉建立要塞。阿索格占领莫瑞亚。
- 2488年-2585年，伊瑞德米斯林国王：耐恩二世。
- 2489年-2567年，刚铎摄政王：西瑞安。
- 2500年-2510年，刚铎与巴尔克斯之战争。
- 2480年-2799年，莫瑞亚兽人酋长：阿索格。
- 2501年-2510年，伊欧西欧德领主：伊欧。
- 2509年，红角隘口战役。安诺瑞安战役。西瑞安向伊欧西欧德求援。
- 2510年，卡兰纳宏战役。凯勒布兰特平原战役。刚铎将卡兰纳宏赠予伊欧。伊欧建立洛汗（首都：奥德博格）。刚铎与洛汗结盟。
- 2510年-2545年，洛汗国王：伊欧。
- 2523年-2588年，登丹人酋长：阿拉苟斯。
- 2545年，沃德战役。
- 2545年-2570年，洛汗国王：布理哥。
- 2567年-2605年，刚铎摄政王：哈拉斯。
- 2569年，布理哥建立梅杜西金殿。洛汗迁都至伊多拉斯。巴多进入亡者之道，后失踪。
- 2570年-2645年，洛汗国王：艾多。
- 2570年-2589年，矮人与龙之战争。
- 2585年-2589年，伊瑞德米斯林国王：丹恩一世。
- 2588年-2654年，登丹人酋长：阿拉冯。
- 2589年，丹恩大厅战役。
- 2590年，索尔重建伊鲁伯。葛尔建立铁丘陵。河谷城建立。
- 2590年-2770年，山下之王：索尔。
- 2590年-2805年，铁丘陵国王：葛尔。
- 2605年-2628年，刚铎摄政王：胡林二世。
- 2628年-2655年，刚铎摄政王：贝列克索一世。
- 2645年-2659年，洛汗国王：佛瑞亚。
- 2654年-2719年，登丹人酋长：阿拉哈德二世。
- 2655年-2685年，刚铎摄政王：欧洛隹斯。
- 2659年-2680年，洛汗国王：佛瑞亚温。
- 2670年，托伯‧吹号者在夏尔南域种植烟斗草。
- 2680年-2699年，洛汗国王：葛德温。
- 2683年-2722年，夏尔大统领：伊森格林二世·图克。
- 2683年，伊森格林二世·图克建造大地道。
- 2685年-2698年，刚铎摄政王：艾克希里昂一世。
- 约2690年，夏历革新。
- 2698年，艾克希里昂一世重建圣白塔，圣白塔改称艾克希里昂之塔。
- 2698年-2743年，刚铎摄政王：爱加摩斯。
- 2699年-2718年，洛汗国王：迪欧。
- 2710年，登兰德人占领艾辛格。
- 约2710年-2754年，登兰德领主：费瑞卡。
- 2718年-2741年，洛汗国王：格兰。
- 2719年-2784年，登丹人酋长：阿拉苏尔。
- 约2720年-2770年，河谷城领主：吉瑞安。
- 2722年-2759年，夏尔大统领：伊森布拉斯·图克。
- 2740年，迷雾山脉兽人入侵伊利雅德。
- 2741年-2759年，洛汗国王：圣盔·锤手。
- 2743年-2763年，刚铎摄政王：贝伦。
- 2746年-2758年，刚铎与昂巴之战争。
- 2746年，多尔恩俄尼尔战役。
- 2747年，绿原战役。班多布拉斯·图克发明高尔夫球。
- 2754年-2759年，洛汗与登兰德之战争。
- 2754年-2759年，登兰德领主：沃夫。
- 2758年，昂巴舰队入侵南刚铎。登兰德入侵洛汗。伊多拉斯战役。
- 2758年-2759年，长冬。号角堡之围。
- 2758年-2760年，夏尔大饥荒。
- 2759年，号角堡改称圣盔谷。萨鲁曼获得欧散克之石。
- 2759年-2798年，洛汗国王：佛瑞拉夫。
- 2759年-2801年，夏尔大统领：费鲁布拉斯二世·图克。
- 2763年-2811年，刚铎摄政王：贝瑞贡。
- 2770年，史矛革攻陷河谷城，占领伊鲁伯。长湖镇独立。
- 2770年-2941年，“山下之王”：史矛革。
- 2784年-2848年，登丹人酋长：阿拉松一世。
- 2793年-2799年，矮人与兽人之战争。
- 2793年-2798年，刚达巴战役。
- 2798年-2842年，洛汗国王：布理塔。
- 2799年，阿萨努比萨战役。
- 2799年-2941年，莫瑞亚兽人酋长：博格。
- 2799年-2842年，洛汗围剿兽人。
- 约2800年-2836年，雄鹿地领主：葛马达克·烈酒鹿。
- 2801年-2848年，夏尔大统领：佛丁布拉斯一世·图克。
- 2802年，索恩二世建立蓝山。
- 2805年-2941年，铁丘陵国王：丹恩二世。
- 2811年-2872年，刚铎摄政王：贝列克索二世。
- 2836年-2877年，雄鹿地领主：马达克·烈酒鹿。
- 2841年，索恩二世出发，企图夺回伊鲁伯的财宝。
- 2842年-2851年，洛汗国王：瓦达。
- 2845年，索伦获得索尔之戒。
- 2848年-2912年，登丹人酋长：亚苟诺。
- 2848年-2920年，夏尔大统领：葛隆提斯·图克。
- 2851年-2864年，洛汗与兽人之战争。
- 2851年，登哈洛战役。圣白议会第二次会议，萨鲁曼驳回甘道夫进攻多尔哥多的提议。
- 2851年-2864年，洛汗国王：佛卡。
- 2864年，费理安森林狩猎。
- 2864年-2903年，洛汗国王：佛卡温。
- 2872年，米那斯提力斯第二棵圣白树枯死。
- 2872年-2882年，刚铎摄政王：索龙德。
- 2877年-2910年，雄鹿地领主：马姆马达克·烈酒鹿。
- 2882年-2914年，刚铎摄政王：图林二世。
- 2885年，哈隆铎战役。波罗斯河渡口战役。
- 2899年-2932年，多尔安罗斯领主：安加拉哈德。
- 2901年，魔多兽人入侵伊西利安。图林二世建立汉那斯安南。
- 2903年-2953年，洛汗国王：范哲尔。
- 2910年-2963年，雄鹿地领主：葛巴达克·烈酒鹿。
- 2911年，白狼入侵伊利雅德。
- 2911年-2912年，严冬。
- 2912年，伊宁威治、敏西力亚斯受到大洪水破坏。塔巴德化为废墟。
- 2912年-2930年，登丹人酋长：阿拉德。
- 2914年-2953年，刚铎摄政王：特刚。
- 2920年-2930年，夏尔大统领：伊森格林三世·图克。
- 2930年，北瑞文戴尔战役。
- 2930年-2933年，登丹人酋长：阿拉松二世。
- 2930年-2939年，夏尔大统领：伊森布拉斯四世·图克。
- 2932年-2977年，多尔安罗斯领主：安格利米尔。
- 2933年-3019年，登丹人酋长：阿拉贡二世。
- 2939年-2980年，夏尔大统领：佛丁布拉斯二世·图克。
- 2941年，孤山任务。圣白议会第三次会议。多尔哥多战役。五军之战。
- 2941年，山下之王：索林二世·橡木盾。
- 2941年-3019年，山下之王：丹恩二世。
- 2942年，比尔博·巴金斯撰写《去而复返》。
- 2943年，索伦重建魔多。
- 2944年，巴德建立河谷城王国。
- 2944年-2977年，河谷城王国国王：巴德。
- 2951年，索伦重建巴拉多。卡哈穆尔与其他两名戒灵占领多尔哥多。昂巴与魔多结盟。昂巴海盗摧毁阿尔-法拉松击败索伦的纪念碑。
- 2951年-3019年，多尔哥多领主：卡哈穆尔。
- 2953年，圣白议会第四次会议，萨鲁曼宣布艾辛格统治权。
- 2953年-3019年，艾辛格领主：萨鲁曼。
- 2953年-2984年，刚铎摄政王：艾克希里昂二世。
- 2953年-2980年，洛汗国王：塞哲尔。
- 2954年，欧洛都因火山爆发。伊西利安人类迁至安都因河。
- 2957年，阿拉贡二世与塞哲尔参加战斗。阿拉贡二世为刚铎摄政王爱克西里昂二世服务。
- 2963年-3008年，雄鹿地领主：罗里马克·烈酒鹿。
- 2977年-3007年，河谷城王国国王：贝恩。
- 2977年-3010年，多尔安罗斯领主：艾德拉希尔。
- 2980年，昂巴战役。
- 2980年-3015年，夏尔大统领：费鲁布拉斯三世·图克。
- 2980年-3019年，洛汗国王：希优顿。
- 2984年-3019年，刚铎摄政王：迪耐瑟二世。
- 2984年，迪耐瑟二世使用雅诺之石，以意志与索伦对抗。
- 2989年，巴林成立巴林殖民队。
- 2989年-2994年，莫瑞亚复兴任务。巴林殖民队撰写《马泽布之书》。
- 2989年，丁瑞尔河谷战役。
- 2989年-2994年，“莫瑞亚之王”：巴林。
- 2990年，艾辛格开始繁殖兽人。
- 2994年，银光河战役。二号大厅战役。二十一号大厅战役。莫瑞亚殖民失败。
- 3000年，艾辛格与魔多结盟。登丹人在夏尔设立警卫。
- 约3000年-3019年，佩纳斯格林领主：贺路恩。
- 约3000年-3019年，洛萨那奇领主：福隆。
- 约3000年-3019年，安法拉斯领主：哥拉斯吉尔。
- 约3000年-3019年，拉密顿领主：安格柏。
- 约3000年-第四纪元约20年，黑麓谷领主：杜因希尔。
- 约3000年-第四纪元约10年，督伊顿人首领：甘-布里-甘。
- 3001年，比尔博的告别聚会。
- 3002年，艾明莫尔战役。
- 3003年，比尔博·巴金斯翻译《精灵简史》。
- 3007年-3019年，河谷城王国国王：布兰德。
- 3008年-第四纪元11年，雄鹿地领主：萨拉达克·烈酒鹿。
- 3010年-第四纪元34年，多尔安罗斯领主：印拉希尔。
- 约3010年-约第四纪元40年，佛德堡领主：鄂肯布兰德。
- 约3010年-3019年，哈洛谷领主：登希尔。
- 3015年-第四纪元14年，夏尔大统领：帕拉丁二世·图克。
- 3018年，爱隆会议。
- 3018年-3019年，魔戒圣战。
- 3019年，索伦败亡。伊力萨·泰尔康泰建立刚铎及亚尔诺重联王国（首都：安努米那斯）。伊力萨·泰尔康泰颁布新历。伊力萨·泰尔康泰种植米那斯提力斯第三棵圣白树。
- 3019年-第四纪元120年，登丹人至高君王、刚铎及亚尔诺国王：伊力萨·泰尔康泰。
- 3019年-第四纪元63年，洛汗国王：伊欧墨。
- 3019年-约第四纪元100年，山下之王：索林三世。
- 3019年-约第四纪元30年，河谷城王国国王：巴德二世。
- 3019年-第四纪元82年，刚铎宰相、伊西利安领主：法拉墨。
- 3020年，金雳建立阿格拉隆。临水战役的参战者被记录在《卷轴》。佛罗多·巴金斯撰写《魔戒之王的垮台以及王者归来》。
- 3020年-第四纪元120年，阿格拉隆领主：金雳。
- 3021年，爱隆等人西航至维林诺。

#### 第四紀元
长度未知。
- 7年，夏尔成为在北王国保护下的自治领土。
- 11年-63年，雄鹿地领主：梅里雅达克·烈酒鹿。
- 14年-63年，夏尔大统领：皮瑞格林·图克。
- 32年，艾明贝瑞德并入夏尔。
- 34年-67年，多尔安罗斯领主：艾尔法。
- 35年-约75年，艾明贝瑞德行政官：法斯拉。
- 63年-约90年，洛汗国王：埃夫怀恩。
- 63年-约100年，夏尔大统领：法拉墨·图克。
- 64年，刚铎史官撰写《都灵家族》。
- 67年-约110年，多尔安罗斯领主：阿尔法洛斯。
- 82年-约120年，刚铎宰相、伊西利安领主：艾波安。
- 103年，新的阴影在刚铎滋生。
- 120年-220年，登丹人至高君王、刚铎及亚尔诺国王：艾达瑞安·泰尔康泰。
- 120年，巴拉汉撰写《阿拉贡与亚玟的故事》。
- 172年，芬德吉尔完成《领主之书》，保存于大斯迈尔图书馆。
- 220年-？年，赫鲁莫叛乱：新的阴影。

#### 附录 ：世局巨变的几年

##### 3018年
- 戒灵受命前去寻找至尊魔戒。
- 4月11日，甘道夫抵达哈比屯，警告佛罗多·巴金斯必须将至尊魔戒带走。
- 6月20日，索伦袭击奥斯吉力亚斯。
- 7月4日，波罗莫离开米那斯提力斯。
- 7月10日，萨鲁曼将甘道夫囚禁于欧散克塔。
- 9月18日，甘道夫逃离欧散克塔。
- 9月19日-21日，甘道夫到达伊多拉斯，希优顿给予他影疾并命令他离开。
- 9月23日，佛罗多离开袋底洞。
- 9月26日，佛罗多一行与汤姆·庞巴迪相遇。
- 9月30日，亚拉冈与佛罗多一行在布理的跃马客栈相遇。
- 10月6日，佛罗多一行在风云顶遭遇攻击，佛罗多受伤。
- 10月20日，佛罗多渡过布鲁南渡口。
- 10月25日，爱隆在瑞文戴尔召开会议。
- 12月25日，魔戒远征队于傍晚离开瑞文戴尔。

##### 3019年
- 1月13日，魔戒远征队在清晨遭遇狼群攻击；傍晚抵达摩瑞亚西门。
- 1月15日，甘道夫在与摩瑞亚炎魔的搏斗中落入深渊。
- 1月17日-2月16日，魔戒远征队在罗斯洛立安休整。
- 1月25日，山顶之战，甘道夫击败炎魔，力尽而亡。
- 2月14日，甘道夫复生。
- 2月25日，远征队经过亚苟那斯，在帕斯加兰扎营。第一次艾辛河渡口之役，希优顿之子希优德阵亡。
- 2月26日，远征队分崩离析，波罗莫战死。
- 2月29日，梅里和皮聘从半兽人手中脱逃，遇见樹鬍。
- 3月1日，亚拉冈、勒苟拉斯与金雳在法贡森林遇见复生的白袍甘道夫，与他一同前往伊多拉斯。佛罗多和山姆进入死亡沼泽。
- 3月2日，甘道夫治好希优顿。第二次艾辛河渡口之役。艾辛格被树人摧毁。
- 3月3日，圣盔谷之战。
- 3月5日，洛汗军队到达艾辛格。甘道夫与皮聘向米那斯提力斯进发。
- 3月7日，佛罗多和山姆被法拉墨带往汉那斯安南。
- 3月8日，亚拉冈、勒苟拉斯与金雳进入“亡者之道”。
- 3月9日，甘道夫与皮聘抵达米那斯提力斯。
- 3月10日，佛罗多目睹米那斯魔窟的部队在安格马巫王率领下进发。自摩拉南出发的大军占领凯尔安卓斯，进入安诺瑞安。洛汗大军集结，前往支援刚铎。
- 3月11日，罗斯洛立安遭到攻击。
- 3月12日，咕噜带佛罗多进入尸罗巢穴。罗瑞安遭到第三波攻击。
- 3月13日，佛罗多被西力斯昂哥的半兽人俘虏。亚拉冈抵达佩拉格，掳获昂巴舰队。奥斯吉力亚斯之战。
- 3月14日，山姆在塔中找到佛罗多。米纳斯提力斯被围困。
- 3月15日，黎明前巫王击破城门。迪耐瑟二世自焚。鸡啼时洛汗大军的号角响起。帕兰诺平原战役，希优顿阵亡，伊欧墨在战场上即位为洛汗第十八任国王；安格马巫王被伊欧玟和梅里击杀；亚拉冈抵达战场，魔多大军被击溃。佛罗多与山姆逃出，开始沿着魔盖往北走。幽暗密林中的战斗开始；罗斯洛立安遭到再次攻击。
- 3月16日，西方军队的将领们召开会议。
- 3月17日，河谷镇之役，河谷镇国王布兰德与孤山国王丹恩二世·铁足阵亡。人类和矮人退入依鲁伯。
- 3月18日，西方大军离开米那斯提力斯。佛罗多和山姆在路上被半兽人强迫行军。
- 3月22日，罗斯洛立安遭到第三波攻击。
- 3月25日，黑门之战；佛罗多和山姆抵达末日火山；咕噜抢到至尊魔戒，并与其一同跌入岩浆中；至尊魔戒被摧毁，巴拉多倒塌，索伦败亡。
- 3月27日，巴德二世与索林三世将敌人赶出河谷。
- 3月28日，凯勒鹏渡过安都因河，摧毁多尔哥多的战役开始。
- 4月6日，凯勒鹏与瑟兰督伊会师。
- 5月1日，伊力萨·泰尔康泰，即亚拉冈，加冕成为重联王国国王。甘道夫与伊力萨王发现白树的幼苗。
- 未知日期，法拉墨迎娶伊欧玟。
- 年中日，伊力萨王迎娶亚玟。
- 8月10日，希优顿王的葬礼。
- 9月21日，众人回到瑞文戴尔。
- 9月22日，萨鲁曼到达夏尔，开始在夏尔作恶。
- 11月1日，四名霍比特人到达夏尔。
- 11月3日，临水之战，萨鲁曼与葛力马·巧言死亡，魔戒圣战结束。

##### 3020年
- 3020年5月1日，山姆迎娶小玫·卡顿。

##### 3021年
- 未知日期，伊欧墨迎娶印拉希尔之女罗西瑞尔。
- 3月25日，山姆与小玫之女，美貌伊拉诺诞生。
- 9月29日，爱隆、凯兰崔尔、甘道夫、比尔博与佛罗多乘船离开灰港岸，前往维林诺。
- 10月6日，山姆回到袋底洞。

## 戰爭

### 第一紀元
双树纪
- 4590年，主神之战
- 4995年，澳阔隆迪亲族相残
- 4997年，第一次贝尔兰会战；第二次大战: 努因吉利雅斯战役，星光下的战役

太阳纪
- 1年，拦魔丝战役
- 60年，贝尔兰的第三次大战：阿格烈瑞伯战役，光荣战役—安格班之围开始
- 60–455年，安格班之围
- 155年，专吉斯特狭湾战役
- 260年，格劳龙第一次出现
- 455年，贝尔兰的第四次大战：班戈拉赫战役，瞬间烈炎之战—安格班之围被打破
- 472年，贝尔兰德第五次大战：尼南斯·阿农迪亚德战役，无尽的眼泪
- 473年，法拉斯陷落
- 495年，淌哈拉德谷战役与纳国斯隆德的毁灭
- 503年，第一次掠夺多瑞亚斯
- 506–507年，第二次掠夺多瑞亚斯
- 510年，贡多林陷落
- 538年，西瑞安河口战役.
- 545–583年，愤怒之战

### 第二紀元
- 1693–1701年，精灵与索伦之战争
- 3255年，亚尔-法拉松的大军击败索伦
- 3319年，亚尔-法拉松登陆阿门洲—努曼诺尔陆沉
- 3429年，索伦攻陷米那斯伊希尔并攻击米那斯雅诺
- 3434年，达哥拉平原战役
- 3434–3441年，巴拉多之围
- 3441年，精灵及人类最后同盟与索伦在末日火山山麓的战役

### 第三紀元
- 2年，格拉顿平原惨案
- 1432年，卡斯塔马叛乱，皇室内斗爆发
- 1447年，依鲁依渡口之战
- 1945年，野营战役
- 1975年，佛诺斯特战役
- 2509年，凯勒布兰特平原之战
- 2747年，绿原之战
- 2793–2799年，矮人与半兽人之战争
- 2941年，五军之战

#### 魔戒圣战
- 3019年2月23日，第一次艾辛河渡口之役
- 3019年3月2日，第二次艾辛河渡口之役
- 3019年3月2日，艾辛格毁灭之战
- 3019年3月3日，圣盔谷之战
- 3019年3月11–22日，罗瑞安之战
- 3019年3月13日，奥斯吉力亚斯之战
- 3019年3月15日，帕兰诺平原战役
- 3019年3月17–20日，河谷镇之役
- 3019年3月23–25日，幽暗密林之战
- 3019年3月25日，黑门之战
- 3019年3月27日，依鲁伯之围解除
- 3019年11月3日，临水之战